# 星空饗宴
星空饗宴是天文愛好者參與之大型觀星活動，結合觀賞星空與互相交流為目的聚會。多在一個視野良好，祇有輕度光污染的場地（通常要較長途驅車到達），參與者各自攜帶私人之各類望遠鏡，在此進行過夜的天體觀測與天文攝影。

## 歷史
星空饗宴並不是新的構想，往回追溯至少可以源起自英國國王喬治三世，他是天文學與數學的狂熱者。當天氣不佳，不能看見真實的星空時，隨從會在皇宮附近的樹上懸掛一些繪有斑點的紙燈，讓國王與賓客的望遠鏡有可以觀賞的目標；這就是星空聚會之雛型。

## 形式與內容
地區性的聚會可能只是一晚過夜的活動（類似觀星營），大型的活動則多會持續數天、一星期以至更久，足以容納數百或數以千計的參加者，甚至還有望遠鏡廠商架設其最新產品參與。許多地區的星空饗宴已是每年舉辦，並且是各地天文愛好者每年重要的聚會。
觀測的目標沒有限制，依各人喜好與器材條件決定；各式各樣觀測器材，或結合相機或CCD拍攝行星與深空天體都極之普遍。在大規模活動中，多會輔以請來之天文學家或著名學者配以投影片或幻燈片的演講、相互訪談、交流技術、展示自製望遠鏡或介紹展板、設定條件之觀測比賽，有些還包括小型展覽、摸彩抽獎、表演等娛樂活動與及各種天文設備販售的商業活動（當然是不會影響觀星環境與條件為前提），還會進行針對各種天文專題的聚會和天文愛好者的各種團體的小組活動。
星空饗宴在歐洲與美國甚為流行；在亞洲，主要舉辦的有日本、台灣與中國大陸等地。

## 各地定期星空饗宴

### 美國
- Stellafane（佛蒙特州）
- Black Forest Star Party（賓夕法尼亞州）
- Texas Star Party（德克薩斯州）
- Nebraska Star Party （页面存档备份，存于）（內布拉斯加州）
- Mid Atlantic Star Party （页面存档备份，存于）（北卡羅來納州）
- Winter Star Party─官方網站（佛羅里達州）
- Oregon Star Party（俄勒岡州）
- Grand Canyon Star Party （页面存档备份，存于）（亞利桑那州）
- Astrofest（伊利諾州）

### 加拿大
- Starfest （页面存档备份，存于）（Ontario）

### 英國
- Equinox Star Party （页面存档备份，存于）
- Kielder Star Camp （页面存档备份，存于）

### 日本
- 胎內星空祭

### 台灣
台灣目前有三項固定舉辦的活動：台北市天文協會與臺北市立天文科學教育館主辦的梅西爾馬拉松和台中天文學會主辦的星空饗宴（Star Party）。屏東縣政府於2013年推出恆春星吶。

#### 梅西爾馬拉松
台灣的梅西爾馬拉松
活動始於2006年，於每年的驚蟄至清明之間，最接近朔的週六晚至週日凌晨舉辦，由台北天文協會與台北市立天文學教育館派員現場指導與統計成果。過程中完全不靠電子設備與輔助工具，只能參考星圖，全憑個人對星空的熟習度，使用望遠鏡以人工方式尋找目標。目前已經有同好於2013年完成梅西爾馬拉松的競賽。
- 2007年臺灣區梅西爾馬拉松參賽全紀錄 （页面存档备份，存于）
- 梅西爾馬拉松的秘訣
- 梅西爾馬拉松快速尋策略 （页面存档备份，存于）

#### 星空饗宴（Star Party）
始於1996年，由台中天文協會主辦。於每年11月中或下旬的週六下午至周日中午在中橫公路霧社支線(南投往合歡山)的翠峰停車場舉辦 ，吸引眾多天文愛好者及大學天文社團前往

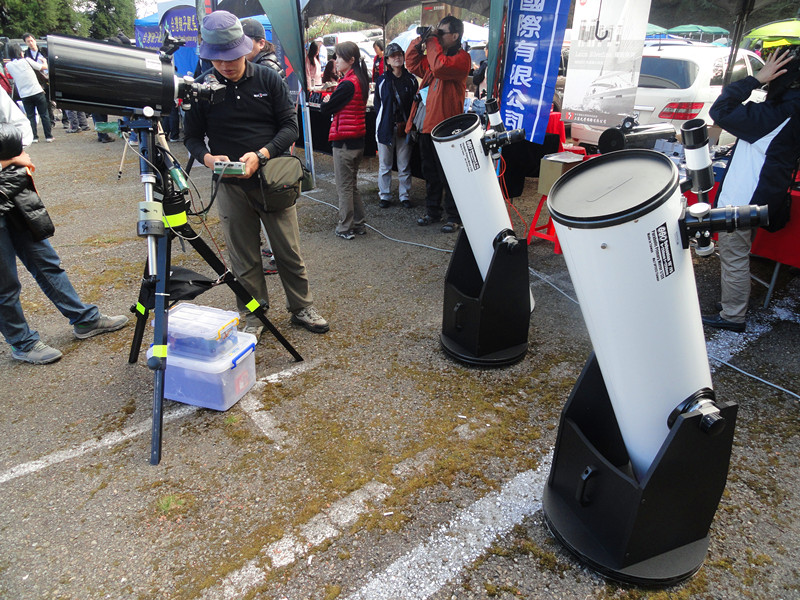
2012年11月的台湾Star Party活动

。

#### 恆春星吶
由屏東縣政府主辦，於2013年5月4日首度辦理，以南十字座為活動主題，推展屏東地區的觀星活動與天文教育。

### 中國大陸
- 2003年開始至今，由牧夫天文論壇舉辦之牧夫天文交流会。

## 外部連結
- 《天空與望遠鏡》雜誌─天文聚會月曆 （页面存档备份，存于）
- IceInSpace The Australian Amateur Astronomy Community （页面存档备份，存于）